# Владімір Платенік
Владімір Платенік (словац. Vladimír Pláteník; нар. 18 лютого 1976) — колишній словацький тенісист.
Найвищу одиночну позицію світового рейтингу — 392 місце досяг 5 серпня 1996, парну — 273 місце — 13 вересня 1999 року.
Завершив кар'єру 2000 року.

## Юніорські фінали турнірів Великого шолома

### Парний розряд: 1 (поразка)
| Результат | Рік  | Турнір               | Покриття | Партнер         | Суперники                   | Рахунок  |
| --------- | ---- | -------------------- | -------- | --------------- | --------------------------- | -------- |
| Поразка   | 1994 | Вімблдонський турнір | Трава    | Джеймі Дельгадо | Вен Еллвуд Марк Філіппуссіс | 5–7, 6–7 |

## Фінали ATP Челленджер і ITF Ф'ючерс

### Одиночний розряд: 1 (1–0)
| Легенда              |
| -------------------- |
| ATP Челленджер (0–0) |
| ITF Ф'ючерс (1–0)    |

| Фінали за покриттям |
| ------------------- |
| Тверде (0–0)        |
| Ґрунт (1–0)         |

| Результат | В-П | Дата     | Турнір                    | Рівень  | Покриття | Суперник        | Рахунок  |
| --------- | --- | -------- | ------------------------- | ------- | -------- | --------------- | -------- |
| Перемога  | 1–0 | Лип 1998 | Хорватія F2, Малий Лошинь | Ф'ючерс | Ґрунт    | Вацлав Роубічек | 6–1, 6–0 |

### Парний розряд: 9 (4–5)
| Легенда              |
| -------------------- |
| ATP Челленджер (0–0) |
| ITF Ф'ючерс (4–5)    |

| Фінали за покриттям |
| ------------------- |
| Тверде (0–1)        |
| Ґрунт (4–4)         |

| Результат | В-П | Дата     | Турнір                    | Рівень  | Покриття | Партнер         | Суперники                      | Рахунок            |
| --------- | --- | -------- | ------------------------- | ------- | -------- | --------------- | ------------------------------ | ------------------ |
| Поразка   | 0–1 | Тра 1998 | Югославія F3, Белград     | Ф'ючерс | Ґрунт    | Джозеф Сіріанні | Даніель Фіала Деян Петрович    | 3–6, 7–5, 3–6      |
| Перемога  | 1–1 | Лип 1998 | Хорватія F2, Малий Лошинь | Ф'ючерс | Ґрунт    | Лука Кутаняць   | Ґоран Орешич Іван Вайда        | без гри            |
| Поразка   | 1–2 | Лип 1998 | Словенія F1, Крань        | Ф'ючерс | Ґрунт    | Борис Боргула   | Леош Фридль Петр Ковачка       | 3–6, 3–6           |
| Поразка   | 1–3 | Жов 1998 | Узбекистан F4, Фергана    | Ф'ючерс | Тверде   | Марк Нілсен     | Олег Огородов Дмитро Томашевич | без гри            |
| Перемога  | 2–3 | Чер 1999 | Угорщина F1, Будапешт     | Ф'ючерс | Ґрунт    | Мартін Громець  | Гергей Кішдєрдь Петер Мадараші | 7–5, 6–4           |
| Перемога  | 3–3 | Лип 1999 | Греція F5, Салоніки       | Ф'ючерс | Ґрунт    | Мартін Громець  | Майкл Лоґарзо Джозеф Сіріанні  | 7–5, 4–6, 6–2      |
| Поразка   | 3–4 | Лип 1999 | Словенія F1, Kranj        | Ф'ючерс | Ґрунт    | Томаш Чатар     | Леош Фридль Петр Ковачка       | 7–5, 2–6, 4–6      |
| Поразка   | 3–5 | Вер 1999 | Туреччина F5, Анталія     | Ф'ючерс | Ґрунт    | Мартін Громець  | Амір Хадад Енді Рам            | 4–6, 4–6           |
| Перемога  | 4–5 | Лип 2000 | Угорщина F5, Будапешт     | Ф'ючерс | Ґрунт    | Амір Хадад      | Лі Радовановіч Родрігу Рібейру | 6–2, 6–7(2–7), 6–4 |